# Эпигея азиатская
Эпигея азиатская (лат. Epigaea asiatica) — вид цветковых растений рода Эпигея (Epigaea) семейства Вересковые (Ericaceae).

## Ботаническое описание
Раскидистый вечнозелёный почвопокровный кустарник высотой 10 см; ветви поникающие 10—25 см длиной, покрыты красно-коричневыми железистыми волосками.
Листья тёмно-зелёные, удлиненно-овальные, заострённые, реснитчатые, 4—9 см длиной и 2—4 см шириной, черешки 4—10 мм длиной, опушенные.
Соцветие — густая кисть. Цветки мелкие, бокальчатые, бледно-розовые, длиной 10 мм.
Плод размером 8—10 мм, съедобен.

## Распространение и экология
Растёт в разреженных горных лесах на высоте 100—1700 м в Японии на островах Хоккайдо и Хонсю. Цветёт в апреле-мае. Сбор в букеты во время цветения приводит к сокращению численности популяций. Предпочитает песчаные или суглинистые почвы с кислой или нейтральной реакцией PH. Зона морозостойкости USDA 4 и выше.

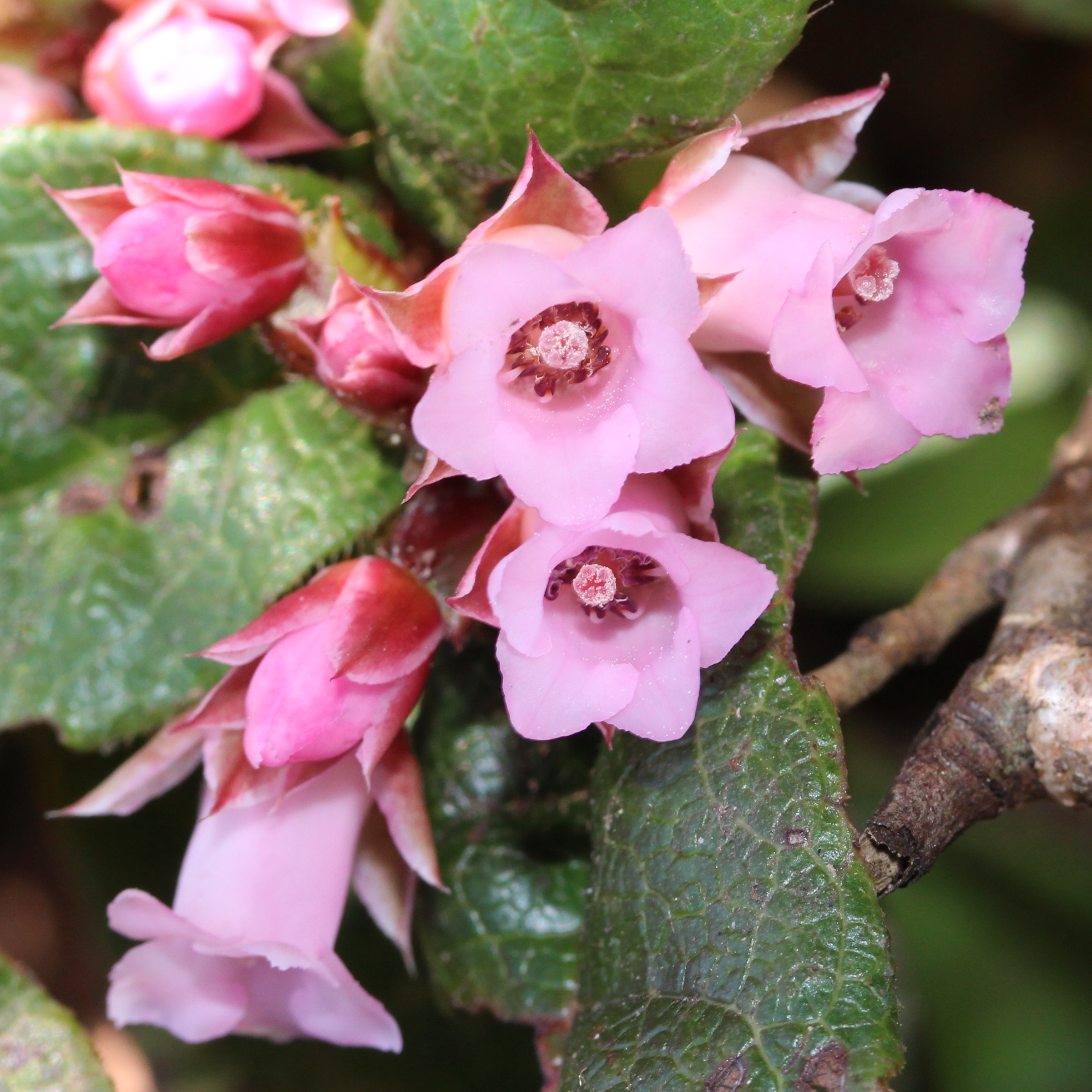
Цветы
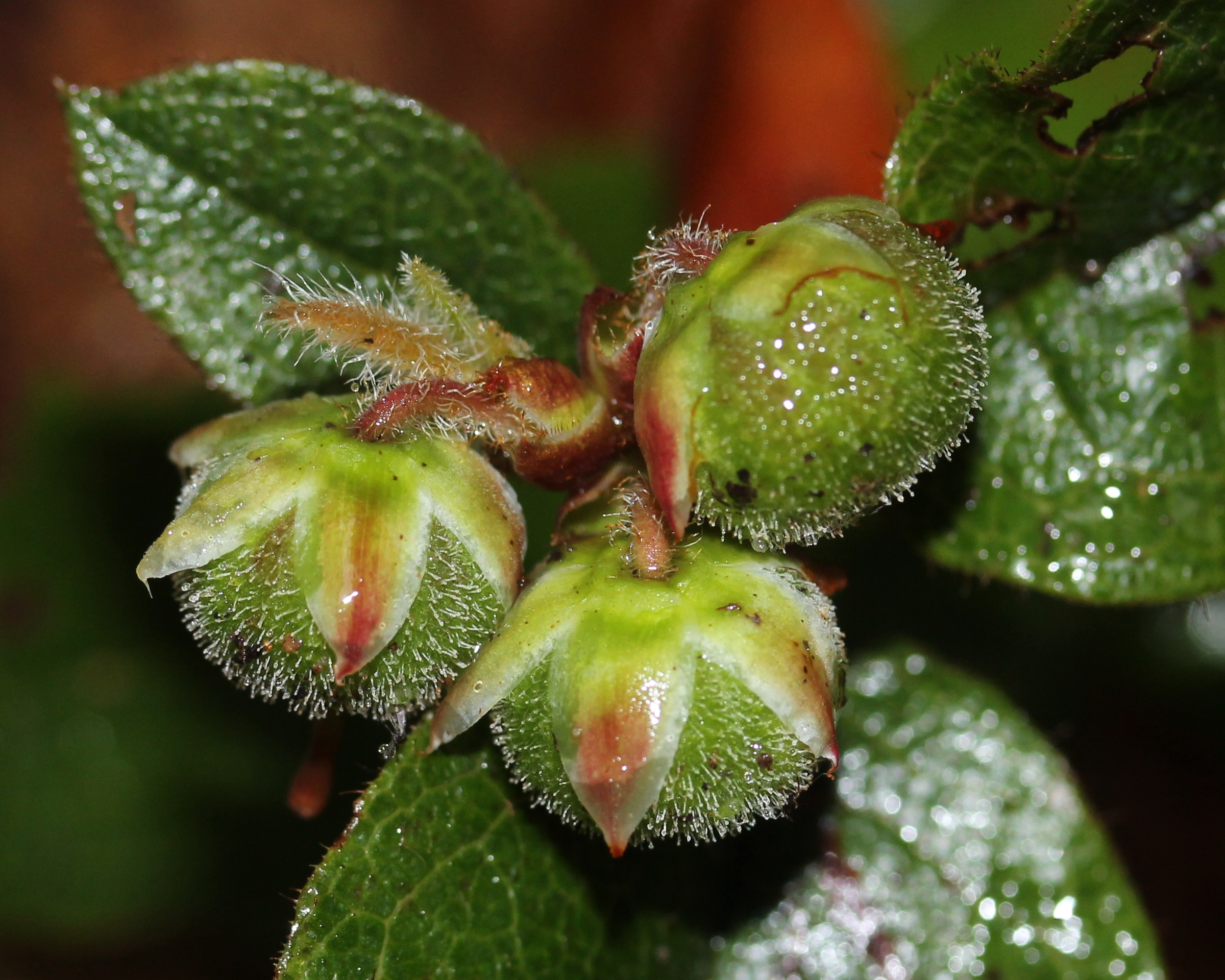
Плоды
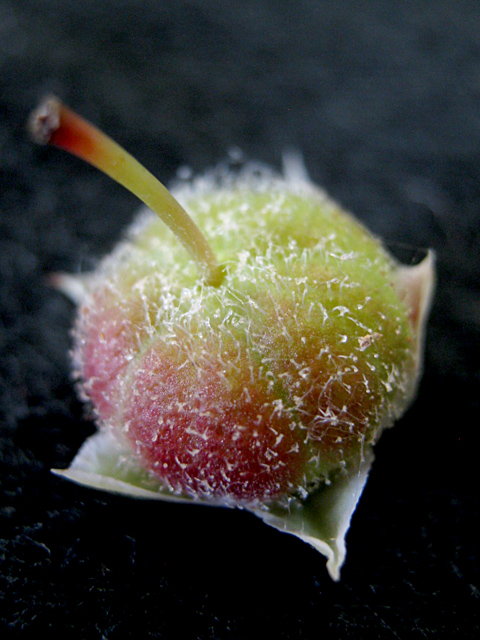
зрелый плод